# 21746 Carrieshaw
A 21746 Carrieshaw (ideiglenes jelöléssel 1999 RZ169) a Naprendszer kisbolygóövében található aszteroida. A LINEAR projekt keretében fedezték fel 1999. szeptember 9-én.